# Betina Jozami
Betina Jozami (* 8. September 1988 in Paraná, Argentinien) ist eine ehemalige Tennisspielerin aus Argentinien. Im Laufe ihrer Karriere gewann sie sieben Einzeltitel und 15 Doppeltitel auf dem ITF Circuit.
Jozami nahm an den Panamerikanischen Spielen 2007 teil, wo sie mit Jorgelina Cravero die Goldmedaille im Doppel und die Bronzemedaille im Einzel gewann. Sie vertrat ihr Land auch bei den Olympischen Sommerspielen 2008. Jozami hat einen Abschluss in Betriebswirtschaft.

## Karriere
Betina Jozami begann im Alter von acht Jahren in ihrer Heimatstadt Paraná, im Urquiza Tennis Club mit dem Tennisspielen, nach kurzer Zeit schon unter der Anleitung ihres Trainers Alejandro Rudi.
Sie vertrat ihr Land bei verschiedenen Gelegenheiten, darunter das Südamerikanische Turnier im Jahr 2000, den Orange Bowl im Jahr 2003 und den Junior Davis Cup im Jahr 2004.
Bei den Panamerikanischen Spielen 2007 gewann Betina Jozami die Goldmedaille im Doppel mit Jorgelina Cravero und die Bronzemedaille im Einzel.
Im Jahr 2008 erreichte Betina gemeinsam mit Gisela Dulko die zweite Runde im Doppel bei den Olympischen Sommerspielen.  Sie vertrat ihr Land auch im Fed Cup, wo sie unter anderem gegen Angelique Kerber antrat.
Ein Jahr später erlitt Jozami eine Verletzung der Ferse, woraufhin sie im Alter von 21 Jahren beschloss, ihre professionelle Tenniskarriere zu beenden und ihr Studium aufzunehmen. Sie machte ihren Abschluss in der Betriebswirtschaftslehre an der Universität von San Martín.
Betina Jozami repräsentierte die Universität von San Martin und das argentinische Nationaltennisteam bei der Sommer-Universiade 2011 in Shenzhen, China, wo sie ihren heutigen Ehemann Emerson Burla kennenlernte. Zwei Jahre später nahmen sie gemeinsam an der Universiade 2013 in Kasan, Russland, teil.
Zwischen 2015 und 2017 lebte und arbeitete sie als Beraterin in Mexiko-Stadt. Dort war sie als Marketingberaterin im Bundesdistrikt tätig und arbeitete freiberuflich im Bereich eCommerce.
Bis 2018 lebte Betina in Boston, Massachusetts, wo sie als Tenniscoach arbeitete. Seit 2020 ist sie nach fünf Jahren im Ausland wieder zurück in ihre Heimatstadt Paraná gezogen.

## Turniere

### Einzel

#### Turniersiege
| Nr. | Datum              | Turnier       | Kategorie     | Belag     | Finalgegnerin          | Ergebnis      |
| --- | ------------------ | ------------- | ------------- | --------- | ---------------------- | ------------- |
| 1.  | 28. Mai 2006       | Monterrey     | ITF $10.000   | Hartplatz | Mariana Duque-Marino   | 6:3, 6:3      |
| 2.  | 4. Juni 2006       | León          | ITF $10.000   | Hartplatz | Agustina Lepore        | 6:3, 6:1      |
| 3.  | 17. September 2006 | Tampico       | ITF $10.000   | Hartplatz | Daniela Múñoz Gallegos | 6:3, 6:0      |
| 4.  | 24. September 2006 | Guadalajara   | ITF $10.000   | Sand      | Estefania Craciún      | 6:3, 6:4      |
| 5.  | 1. Oktober 2006    | Juárez        | ITF $10.000   | Sand      | Estefania Craciún      | 6:1, 0:6, 6:2 |
| 6.  | 6. April 2008      | Civitavecchia | ITF $25.000   | Sand      | Polona Hercog          | 6:2, 6:2      |
| 7.  | 5. Oktober 2008    | Juárez        | ITF $50.000+H | Sand      | Jorgelina Cravero      | 2:2 Aufgabe   |

#### Finalteilnahmen
| Nr. | Datum              | Turnier          | Kategorie   | Belag     | Turniersiegerin   | Ergebnis      |
| --- | ------------------ | ---------------- | ----------- | --------- | ----------------- | ------------- |
| 1.  | 27. Juli 2003      | Puerto Ordaz     | ITF $10.000 | Hartplatz | Zuzana Černá      | 0:6, 0:6      |
| 2.  | 12. September 2004 | Santiago         | ITF $10.000 | Sand      | María José Argeri | 4:6, 5:7      |
| 3.  | 23. Juli 2006      | Campos do Jordão | ITF $25.000 | Hartplatz | María José Argeri | 6:4, 2:6, 3:6 |

### Doppel

#### Turniersiege
| Nr. | Datum              | Turnier          | Kategorie   | Belag     | Partnerin              | Finalgegnerinnen                           | Ergebnis         |
| --- | ------------------ | ---------------- | ----------- | --------- | ---------------------- | ------------------------------------------ | ---------------- |
| 1.  | 5. September 2004  | Asunción         | ITF $10.000 | Sand      | Verónica Spiegel       | Bruna Colosio Ana Lucía Migliarini de León | 7:5, 6:4         |
| 2.  | 12. Februar 2006   | Mérida           | ITF $10.000 | Hartplatz | Agustina Lepore        | Erika Clarke Daniela Múñoz Gallegos        | 6:1, 6:2         |
| 3.  | 28. Mai 2006       | Monterrey        | ITF $10.000 | Hartplatz | Agustina Lepore        | Valérie Tétreault Lorena Villalobos-Cruz   | 4:6, 6:1, 6:2    |
| 4.  | 11. Juni 2006      | Xalapa           | ITF $10.000 | Hartplatz | Daniela Múñoz Gallegos | María Irigoyen Flavia Mignola              | 7:6(8), 3:6, 6:1 |
| 5.  | 16. Juli 2006      | Caracas          | ITF $10.000 | Hartplatz | Andrea Koch Benvenuto  | María Irigoyen Flavia Mignola              | 4:6, 6:2, 6:2    |
| 6.  | 17. September 2006 | Tampico          | ITF $10.000 | Hartplatz | Daniela Múñoz Gallegos | Erika Clarke-Magana Courtney Nagle         | 6:4, 6:3         |
| 7.  | 24. September 2006 | Guadalajara      | ITF $10.000 | Sand      | Daniela Múñoz Gallegos | Alexandra Dulgheru Valeria Pulido-Velasco  | 7:5, 6:4         |
| 8.  | 1. Oktober 2006    | Juárez           | ITF $10.000 | Sand      | Estefania Craciún      | Erika Clarke-Magana Courtney Nagle         | 6:1, 6:1         |
| 9.  | 10. Juni 2007      | Madrid           | ITF $25.000 | Sand      | Jorgelina Cravero      | Nina Brattschikowa Neuza Silva             | 6:4, 6:4         |
| 10. | 5. August 2007     | Washington, D.C. | ITF $75.000 | Hartplatz | Jorgelina Cravero      | Julie Ditty Natalie Grandin                | 1:6, 6:1, 6:2    |
| 11. | 27. Januar 2008    | Waikoloa Village | ITF $50.000 | Hartplatz | Maria Fernanda-Alves   | Angela Haynes Mashona Washington           | 7:5, 6:4         |
| 12. | 5. April 2008      | Civitavecchia    | ITF $25.000 | Sand      | Jorgelina Cravero      | Stefania Chieppa Darja Kustawa             | 4:6, 6:3, 10:6   |
| 13. | Oktober 2008       | Juárez           | ITF $50.000 | Sand      | Jorgelina Cravero      | Soledad Esperón Florencia Molinero         | 6:0, 7:6(6)      |
| 14. | Februar 2009       | Cali             | ITF $50.000 | Sand      | Arantxa Parra Santonja | Frederica Piedade Nastassja Jakimawa       | 6:3, 6:1         |
| 15. | Juni 2011          | Rosario          | ITF $10.000 | Sand      | Jorgelina Cravero      | Florencia Di Biasi Vanesa Furlanetto       | 6:2, 7:6(4)      |

#### Finalteilnahmen
| Nr. | Datum              | Turnier            | Kategorie   | Belag     | Partnerin            | Siegerinnen                            | Ergebnis          |
| --- | ------------------ | ------------------ | ----------- | --------- | -------------------- | -------------------------------------- | ----------------- |
| 1.  | 21. Juli 2003      | Puerto Ordaz       | ITF $10.000 | Hartplatz | Virginia Donda       | Soledad Esperón Flavia Mignola         | 4:6, 4:6          |
| 2.  | 3. Mai 2004        | Mérida             | ITF $10.000 | Hartplatz | Andrea Benítez       | Erika Clarke Anne Mall                 | 5:7, 5:7          |
| 3.  | 15. November 2005  | Puebla             | ITF $25.000 | Hartplatz | Verónica Spiegel     | Ivana Abramović Maria Abramović        | 6:4, 4:6, 6:7(4)  |
| 4.  | 15. Mai 2007       | Palm Beach Gardens | ITF $25.000 | Sand      | Estefania Craciún    | Monique Adamczak Aleke Tsoubanos       | 5:7, 6:2, 3:6     |
| 5.  | 8. Oktober 2007    | San Francisco      | ITF $50.000 | Hartplatz | Jorgelina Cravero    | Angela Haynes Raquel Kops-Jones        | 6:3, 4:6, 7:10    |
| 6.  | 15. Oktober 2007   | San Luis Potosí    | ITF $25.000 | Hartplatz | Estefania Craciún    | Debbrich Feys Chanelle Scheepers       | 1:6, 4:6          |
| 7.  | 14. Januar 2008    | Surprise           | ITF $25.000 | Hartplatz | Maria Fernanda-Alves | Carly Gullickson Shenay Perry          | 4:6, 5:7          |
| 8.  | 7. April 2008      | Biarritz           | ITF $25.000 | Sand      | Jorgelina Cravero    | Martina Müller Christina Wheeler       | 6:7(5), 6:3, 8:10 |
| 9.  | 15. September 2008 | Albuquerque        | ITF $75.000 | Sand      | Jorgelina Cravero    | Julie Ditty Carly Gullickson           | 3:6, 4:6          |
| 10. | 14. September 2009 | Neapel             | ITF $25.000 | Sand      | María Irigoyen       | Nina Brattschikowa Oksana Kalashnikova | 6:7(5), 6:2, 8:10 |
| 11. | 28. September 2009 | Granada            | ITF $25.000 | Hartplatz | Walerija Sawinych    | Nina Brattschikowa Arina Rodionowa     | 1:6, 6:3, 5:10    |
| 12. | 13. Juni 2011      | Santa Fe           | ITF $10.000 | Sand      | Agustina Lepore      | Florencia Di Biasi Vanesa Furlanetto   | 6:3, 4:6, 4:10    |